# Sigmund Keldorsson (tre klöverblad)
Sigmund Keldorsson till Tofta, nämnd 1297-1321, död efter 1321, var en svensk frälseman som under många år tjänade flera svenska kungar. Han förde tre klöverblad i balk i vapnet, och är ej helt bekräftat, i källor nämnd som riksråd.
Sigmund fick gården Tofta på Adelsö i gåva av kung Valdemar Birgersson, och gården Tofta nämns för första gången i kunglig urkund skriven av kung Birger den 17 maj 1297 som de curia in thiufta sita med Sigmund Keldorsson som ägare: vilket i dokumentet bekräftas av Valdemars son, prins "Junker Erik" som samtidigt skänker Sigmund allt sitt gods på Arnö, som tack för hans tjänster åt fadern, kung Valdemar:
| ” | Kung Birger av Sverige kungör att hans släkting, junker Erik, i närvaro av gardianen Olof i Stockholm, lektorn Jarpulf i Stockholm, predikarbrödernas prior Lars i Västerås och fogden Saxe i Stockholm tilldelat och skänkt Sigmund Keldorsson allt sitt gods på Arnö i byarna Säby och ”vadhaholm” med alla tillägor som tack för de tjänster denne gjort junker Eriks far, kung Valdemar. Vidare gav junker Erik sitt bifall till att allt, som hans far Valdemar i nämnda byar på Arnö hade skänkt till Torsten Långes hustru och som nämnde Sigmund köpt av Torsten och hans hustru, fritt skulle ägas av Sigmund, varvid han också stadfäste faderns gåva till nämnda kvinna. Slutligen skänkte Erik även sitt bifall åt sin fader Valdemars gåva av en gård i ”thiufta” med alla tillägor till nämnde Sigmund och stadfäste denna, såsom framgår av hans brev rörande detta. Sigillanter är utfärdaren, hans rådsherrar, ovannämnda klosterbröder och junker Erik. | „ |

Det är sannolikt denna Sigmund Keldorsson som nämner "sin far" Björn Sångare i ett dokument utan sigill från 17 juni 1300 : 
| ”               | Sigmund Keldorsson och Filip Björnsson kungör att de i närvaro av herr Mikael Ulfsson, herr Johannes från Tälje, ”Morcharus” från Alsnö m.fl. godkänt och stadfäst sin far Björn Sångares testamentsgåva av 5 öresland i byarna ”grytby” och ”olafstæ” till sin tjänarinna Kristina eller hennes son Ingevald till tack för trogen tjänst. | „ |
| – SDHK-nr: 1916 | |   |

Sigmus Keldorssons sigill kan möjligen anas, som del av ett klöverblad, när ovan nämnde Filip Björnsson 1309 upprättar sitt testamente i Värnamo och begär att bli begravd i Sigtuna kloster. Sigillanter är utfärdaren Filip Björnsson, Sigmund Keldorsson, Magnus Nilsson och Filip Mikaelsson.
1313 säljer han jord till ärkebiskop Nils Ragvaldsson i Uppsala.  
1312 skänker kung Birger jord till Sigmund Keldorsson; i Visbohammar, Eldasund och Lagnö (i Vårdinge socken, Öknebo härad) samt en kvarn i Torshälla. 
1317 nämns att Sigmund Keldorsson och Ulf Abjörnsson förklarar sig vilja fortfarande bibehålla deras förfäders stadga om tionden till biskopen i Strängnäs. 
1318 omnämns han som skälig man, när Kung Birger av Sverige pantsätter Småland med Visingsö till kung Erik Menved i Danmark.
1320 nämns Keldersson när Kung Magnus befullmäktigar kaniken Ödvin i Uppsala och Sigmund Keldorsson att uppbära och kvittera skatten av Gotland, som de för kungens räkning kan inkassera. och en tid senare nämner kung Magnus Sigmund Keldersson som välboren herre. 
Efter 1321 beseglar Sigmund Keldersson inga fler brev, och 1350 förefaller han vara död, när Ärkebiskop Hemming i Uppsala vidimerar kung Birger Magnussons brev 1297 17/5 (DS nr 1199, feldat. 16/6) intygande att junker Erik till Sigmund Keldorsson givit åtskillig egendom, och brev av 1312 29/3, vari kungen till samme Sigmund giver jord i Visbohammar, Eldasund och Langö samt sin kvarn i Torshälla.
Sigmund Keldorsson uppges ha varit gift med en kvinna med namnet Cecilia. , vilken kan ha hetat Cecilia Björnsdotter och varit dotter till ovan nämnde Björn sångare.
Dottern Kristina (Cristina) Sigmundsdotter (död 1326–1330) var gift senast 1317 med Sveriges riksföreståndare, riddaren, riksrådet och riksmarsken, Ulf Abjörnsson (Sparre) och hade tre kända barn:
1. Ingeborg (Ulfsdotter) Sparre av Tofta
2. Sigrid (Ulfsdotter) Sparre av Tofta
3. Karl Ulfsson (Sparre av Tofta) vilken ärvde gården Tofta.

Sigmund Keldorssons dotterson, Karl Ulfsson innehade Tofta som  sätesgård 1358-1405, och den förblev sätesgård för ätten Sparre av Tofta som uppkallats efter gården.